# 白登山の戦い
座標: 北緯40度07分58秒 東経113度23分02秒 / 北緯40.13274度 東経113.38384度
白登山の戦い（はくとさんのたたかい）は、紀元前200年に行われた匈奴と漢の戦いである。

## 経過
父の頭曼単于を殺して紀元前209年に単于になった冒頓単于は東の東胡・北の丁零・西の月氏などを討ってその地を奪い、勢力を大きく拡大していた。一方南では紀元前202年に劉邦が中原を統一して漢を建てた（高帝）。
統一の翌紀元前201年に高帝は韓王信を太原郡の故地に封じ、晋陽（現在の太原市）を守らせたが、同年に冒頓率いる匈奴の軍が万里の長城を越えて馬邑に攻め込んだ。迎撃に向かった韓王信を包囲し、韓王信を降伏させた。これに怒った高帝は親征して晋陽を攻め落としたが、弱兵を表に出して誘引するという匈奴の策略に引っかかって、さらに追撃してしまい、平城（現在の山西省大同市）近くの白登山（現在の大同市雲州区）で匈奴の大軍に包囲された。高帝は陳平からの献策を受けて、この危機を何とか脱出した。
この戦いにより匈奴の強さを知った高帝は紀元前198年に劉敬を匈奴に派遣して和約を結んだ。
1. 漢と匈奴は兄弟となる。
2. 漢の公主を匈奴単于の閼氏とする。
3. 毎年、漢から匈奴へ贈り物をする。

などの条項が取り決められた。
この和約後に何度か匈奴が漢の領土に侵攻し、再び和睦するということが繰り返された。この状況が動くのはおおよそ60年後の武帝の代になる。